# پل فیلدس
پل فیلدْسْ (انگلیسی: Paul Fildes؛ ۱۰ فوریهٔ ۱۸۸۲ – ۵ فوریهٔ ۱۹۷۱) یک آسیب‌شناس، میکروب‌شناس و دانشمند اهل بریتانیا بود.
پل فیلدس در زمینهٔ ساخت و توسعهٔ سلاح‌های میکروبی و شیمیایی در جریان جنگ جهانی دوم در پارک علمی پروتون داون فعالیت داشت.
او تألیفاتی نیز در زمینهٔ سیفلیس و هموفیلی دارد.
وی همچنین برندهٔ جوایزی همچون مدال کاپلی، مدال پادشاهی، افسر رتبهٔ امپراتوری بریتانیا و همکار انجمن سلطنتی شده‌است.